# Linka 1 (metro v Paříži)
Linka 1 je nejstarší linka pařížského metra. V systému MHD je značená žlutou barvou, má 25 stanic a měří 16,6 km. Paříží prochází diagonálním směrem a spojuje severozápadní předměstí města, kde se nachází moderní čtvrť La Défense a jihovýchod města. Protože vede středem města mj. pod Avenue des Champs-Élysées a kolem muzea Louvre, ročně přepraví 213 miliónů cestujících (2008), což ji řadí na první místo ve vytíženosti ve zdejším metru. V roce 2010 zde byly nasazeny automatické vlaky bez řidičů, které do konce roku 2012 nahradily vozy řízené řidiči.

## Historický vývoj

Plán linky 1

Výstavbou této linky na přelomu 19. a 20. století začala historie celého pařížského metra. Její první úsek vedl mezi stanicemi Porte de Vincennes a Porte Maillot. Vzhledem k tehdejším omezeným stavebním technologiím je linka 1 je založena velmi mělko, jen několik metrů pod povrchem, nebylo možné kopat pod vodou, tudíž trasa sledovala pařížské ulice, navíc se ve velké míře používalo ještě i dřevo. Linka byla vybudována jako hloubená s bočními nástupišti.

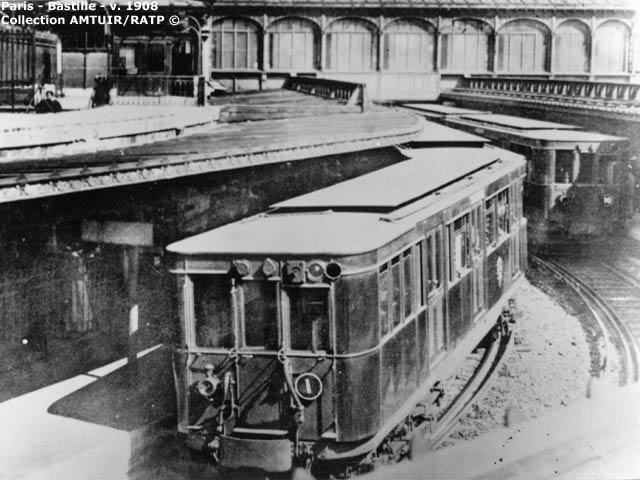
Vozy ve stanici Bastille (1908)

Trať měla celkem 18 stanic. Prvních osm bylo otevřeno 19. července 1900 po pouhých 20 měsících stavebních prací u příležitosti světové výstavy. Zbývajících deset stanic bylo zprovozněno mezi 6. srpnem a 1. zářím téhož roku. Z těchto 18 stanic bylo 10 vybudováno s klenbou, sedm má kovový plochý strop a stanice Bastille se nachází pod otevřeným nebem. Na západním konci této stanice se nachází nejužší zatáčka v celém systému metra s poloměrem pouhých 40 m. Na obou konečných stanicích byla oddělená nástupiště pro příjezd a odjezd spojená úzkou smyčkou, takže se vozy nemusely přepojovat, ale cirkulovaly. Na novou linku byly nasazeny dřevěné vozy podobné tramvajím a poháněné elektrickým proudem.
V prosinci 1900 dosáhl počet přepravených cestujících již čtyři milióny při 130 000 uživatelích denně. Proto bylo rozhodnuto zkrátit takt z deseti na čtyři minuty a počet vagónů ve vlaku zvýšit ze tří na šest, které táhly dvě lokomotivy. Rovněž byla zdvojnásobená šířka dveří.
Dne 24. března 1934 byla trať prodloužena jihovýchodním směrem ze stanice Porte de Vincennes do Château de Vincennes. Další úsek byl otevřen 29. dubna 1937 na druhém konci linky ze stanice Porte Maillot do Pont de Neuilly.
V období od 30. května 1963 do prosince 1964 byla linka přebudována tak, aby byl umožněn provoz vozů metra na pneumatikách. Zároveň byly rozšířeny i stanice, takže mohly být nasazeny delší vlaky. Poslední prodloužení proběhlo 1. dubna 1992 západním směrem, kdy byl zprovozněn úsek z Pont de Neuilly do La Défense. Krátce za Pont Neuilly vyjíždí metro na povrch, překračuje Seinu a poté se zanořuje opět do podzemí.
V roce 1997 byly staré vozy generace MP 59 nahrazeny novým typem MP 89. Linka byla přebudována jako první v pařížské síti na plně automatizovaný provoz (po lince 14, která ovšem byla jako automatická již přímo postavena). Všechna nástupiště proto byla vybavena oddělenými dveřmi. Od konce roku 2010, kdy byly nasazeny první vlaky bez řidičů, do roku 2012 jezdily na lince vlaky plně automatizované spolu s vlaky řízenými lidmi ve smíšeném provozu.